# مؤسسه تحقیقات آب
مؤسسه تحقیقات آب، از سازمان‌های تابع وزارت نیرو، و از مراکز فعال در صنعت آب و فاضلاب ایران است.

## تاریخچه
- در سال ۱۳۴۶ سازمانی تحت عنوان مرکز تحقیقات و لابراتوار وابسته به وزارت نیرو، به‌منظور مدل‌سازی هیدرولیکی سدها و تأسیسات آبی آغاز به کار کرد.
- این مرکز در سال ۱۳۵۴ از وزارت نیرو جدا شد و تحت عنوان مؤسسه بررسی‌ها و آزمایشگاه‌های منابع آب به کار خود ادامه داد.
- در سال ۱۳۶۸، هیئت وزیران، این مؤسسه را به سازمان تحقیقات منابع آب تبدیل نمود.[۱]
- در سال ۱۳۷۰ همگام با روند خصوصی‌سازی واحدهای مختلف تحت پوشش وزارت نیرو، شرکت فوق تبدیل به یک شرکت نیمه‌دولتی و مجموعه‌ای خودگردان با عنوان مرکز تحقیقات آب گردید که فعالیت در زمینه‌های مهندسی رودخانه و دریا و سواحل را نیز آغاز نمود.
- در سال ۱۳۸۰ به‌منظور تجمیع کلیه فعالیت‌های پژوهشی آب کشور، مؤسسه تحقیقات آب پس از اخذ مجوز قطعی از وزارت علوم، تحقیقات و فن آوری رسماً هویت یافت و از نیمه دوم سال ۱۳۸۱ عملاً فعالیت خود را آغاز نموده‌است.

## پژوهشکده‌ها و مراکز وابسته
- مرکز تحقیقات آب و فاضلاب
- پژوهشکده مهندسی هیدرولیک و محیط‌های آبی
- پژوهشکده مطالعات و تحقیقات منابع آب
- مرکز ملی مطالعات و تحقیقات دریای خزر
- مرکز ملی مطالعات و تحقیقات سازندهای سخت (کارست)
- مرکز ملی تحقیقات و مطالعات باروری ابرها